# Bittersweet
Bittersweet je singl od finské kapely Apocalyptica.

## Seznam skladeb
1. „Bittersweet“ (feat. Ville Valo & Lauri Ylönen) (Album version) – 3:20
2. „Bittersweet“ (feat. Ville Valo & Lauri Ylönen) – 3:27
3. „Bittersweet“ (feat. Ville Valo & Lauri Ylönen) (Acoustic Version) – 3:24
4. „Bittersweet“ (Instrumental) – 3:25
5. „Misconstruction“ – 4:01